# Genting Highlands
Genting Highlands je horské středisko ve státě Pahang v Malajsii. Nachází se na vrcholu hory Ulu Kali nedaleko hranice se Selangorem. Zahrnuje hotely, obchodní domy, tematické parky a kasína.

## Historie
Středisko bylo otevřeno v roce 1965.